# La Chapelle-près-Sées
La Chapelle-près-Sées és un municipi francès situat al departament de l'Orne i a la regió de Normandia. L'any 2007 tenia 381 habitants.

## Demografia

### Població
El 2007 la població de fet de La Chapelle-près-Sées era de 381 persones. Hi havia 124 famílies de les quals 24 eren unipersonals (16 homes vivint sols i 8 dones vivint soles), 40 parelles sense fills i 60 parelles amb fills.
La població ha evolucionat segons el següent gràfic:
Habitants censats

### Habitatges
El 2007 hi havia 144 habitatges, 127 eren l'habitatge principal de la família, 9 eren segones residències i 8 estaven desocupats. 141 eren cases i 3 eren apartaments. Dels 127 habitatges principals, 105 estaven ocupats pels seus propietaris, 21 estaven llogats i ocupats pels llogaters i 1 estava cedit a títol gratuït; 1 tenia una cambra, 3 en tenien dues, 16 en tenien tres, 32 en tenien quatre i 74 en tenien cinc o més. 119 habitatges disposaven pel capbaix d'una plaça de pàrquing. A 42 habitatges hi havia un automòbil i a 77 n'hi havia dos o més.

### Piràmide de població
La piràmide de població per edats i sexe el 2009 era:
| Homes | Edats   | Dones |
| ----- | ------- | ----- |
| 0     | 95 o +  | 0     |
| 0     | 90 a 94 | 0     |
| 4     | 85 a 89 | 4     |
| 0     | 80 a 84 | 4     |
| 4     | 75 a 79 | 4     |
| 8     | 70 a 74 | 4     |
| 8     | 65 a 69 | 8     |
| 0     | 60 a 64 | 4     |
| 4     | 55 a 59 | 0     |
| 12    | 50 a 54 | 24    |
| 12    | 45 a 49 | 8     |
| 20    | 40 a 44 | 12    |
| 16    | 35 a 39 | 4     |
| 12    | 30 a 34 | 28    |
| 16    | 25 a 29 | 16    |
| 4     | 20 a 24 | 4     |
| 20    | 15 a 19 | 20    |
| 8     | 10 a 14 | 8     |
| 8     | 5 a 9   | 12    |
| 0     | 0 a 4   | 12    |

## Economia
El 2007 la població en edat de treballar era de 290 persones, 191 eren actives i 99 eren inactives. De les 191 persones actives 179 estaven ocupades (98 homes i 81 dones) i 12 estaven aturades (4 homes i 8 dones). De les 99 persones inactives 19 estaven jubilades, 26 estaven estudiant i 54 estaven classificades com a «altres inactius».

### Ingressos
El 2009 a La Chapelle-près-Sées hi havia 137 unitats fiscals que integraven 374,5 persones, la mediana anual d'ingressos fiscals per persona era de 19.437 €.

### Activitats econòmiques
Dels 15 establiments que hi havia el 2007, 2 eren d'empreses de fabricació d'altres productes industrials, 7 d'empreses de construcció, 3 d'empreses de comerç i reparació d'automòbils, 2 d'empreses de transport i 1 d'una empresa d'hostatgeria i restauració.
Dels 8 establiments de servei als particulars que hi havia el 2009, 2 eren guixaires pintors, 1 fusteria, 2 lampisteries, 2 electricistes i 1 restaurant.
L'any 2000 a La Chapelle-près-Sées hi havia 11 explotacions agrícoles que ocupaven un total de 385 hectàrees.

## Poblacions més properes
El següent diagrama mostra les poblacions més properes.